# Procladius vesus
Procladius vesus är en tvåvingeart som beskrevs av Roback 1971. Procladius vesus ingår i släktet Procladius och familjen fjädermyggor. Inga underarter finns listade i Catalogue of Life.